# Río Olimar
Le Río Olimar est une rivière d'Uruguay dont le cours se situe  dans le département de Treinta y Tres. Sa source se trouve près de la ville de Santa Clara, dans le massif de Cuchilla Grande, dans l'ouest du département. Il le parcourt vers l'est, recevant les eaux du fleuve Olimar Chico et des affluents Yerbal et Corrales pour déboucher dans le Río Cebollatí dont il est l'affluent principal.